# Tổng tuyển cử Myanmar 1990
Tổng tuyển cử được tổ chức tại Myanmar vào ngày 27 tháng 5 năm 1990, đây là cuộc bầu cử đa đảng đầu tiên tại Myanmar từ năm 1960, và sau bầu cử quốc gia này nằm dưới quyền cai trị của chế độ độc tài quân sự. Tổng tuyển cử không đồng nghĩa với thành lập một chính phủ nghị viện, mà là thành lập một ủy ban hiến pháp quy mô quốc hội nhằm soạn thảo hiến pháp mới.
Liên minh Quốc gia vì Dân chủ của Aung San Suu Kyi giành chiến thắng thuyết phục trong tổng tuyển cử, họ giành được 392 trong 492 ghế. Tuy nhiên, chính quyền quân sự bác bỏ công nhận kết quả, và cai trị Myanmar dưới danh nghĩa Hội đồng Hòa bình và Phát triển Quốc gia cho đến năm 2011. Tỷ lệ cử tri đi bầu đạt 72,6%.

## Bối cảnh
Sau cuộc nổi dậy năm 1988 và Aung San Suu Kyi trở nên nổi tiếng, truyền thông thế giới tập trung vào tình hình chính trị tại Myanmar. Tháng 9 năm 1988, Hội đồng Khôi phục Pháp luật và Trật tự (tiền thân của Hội đồng Hòa bình và Phát triển Quốc gia), trong Tuyên bố số 1 của mình đặt ra bốn mục tiêu cho quốc gia: duy trì pháp luật và trật tự, cải thiện giao thông, cải thiện tình trạng nhân đạo và tổ chức bầu cử đa đảng. Trong đó cũng viết rằng quân đội sẽ không "níu giữ quyền lực lâu dài". Aung San Suu Kyi kêu gọi đối thoại giữa Hội đồng Khôi phục Pháp luật và Trật tự và các công dân Myanmar. Tháng 5 năm 1989, chính phủ cho mở cửa lại các trường đại học từng có sinh viên tham dự cuộc nổi dậy vào năm trước. Đồng thời, chính phủ nhượng bộ và một ngày bầu cử được ấn định vào tháng 5 năm 1990, các chính đảng đảng lập tức đăng ký bầu cử. Ngày 27 tháng 5 năm 1990 được lựa chọn do liên quan đến con số may mắn là 9; 27 tháng 5 (2+7=9), và vào ngày Chủ Nhật thứ tư của tháng thứ 5 (4+5=9).

## Các đảng và vận động
93 chính đảng nộp danh sách tổng cộng 2.297 ứng cử viên tranh cử tại 492 khu vực bầu cử, mỗi khu vực có ít nhất 2 ứng cử viên. Trong số 93 chính đảng, có 19 đảng dân tộc tham gia bầu cử. Đảng Đoàn kết Dân tộc được thiên vị để thắng lợi. Nhân vật đối lập Aung San Suu Kyi vận động chống đồng minh vốn phần lớn không được ưa chuộng của Ne Win là Sein Lein. Biểu tượng của Đảng Đoàn kết Dân tộc là một bó cây lúa, còn biểu tượng của Liên minh Quốc gia vì Dân chủ là một mũ rơm.
Mặc dù vận động tranh cử được tiến hành, song chính phủ áp đặt các hạn chế đối với các chính trị gia đối lập. Một cựu thành viên của chính phủ quân sự là Aung Gyi được mong đợi lãnh đạo một liên minh nhu nhược, điều này sẽ không thách thức các lợi ích của quân đội. Ông bị cầm tù vào năm 1988 do nói thẳng quan điểm chống chế độ, song chỉ trích Aung San Suu Kyi là "về căn bản bị cộng sản thao túng". Cựu Thủ tướng U Nu vẫn bị quản thúc tại gia trong quá trình bầu cử, giống như Aung San Suu Kyi kể từ ngày 20 tháng 7 năm 1989, mà không được xét xử. Trong suốt quá trình tranh cử, chính phủ duy trì hạn chế về tụ tập công cộng và hội nghị chính trị, và yêu cầu rằng toàn bộ tài liệu chính trị phải được Hội đồng Khôi phục Pháp luật và Trật tự phê chuẩn trước khi phát hành; tuy nhiên các chính đảng không tuân thủ quyết định này. Hai ngày trước bầu cử, chính phủ bất ngờ cấp thị thực cho 61 nhà báo nước ngoài để theo dõi bầu cử.

## Kết quả
Liên minh Quốc gia vì Dân chủ thắng cử 392 trong số 492 ghế; Đảng Đoàn kết Dân tộc về nhì theo tiêu chí tỷ lệ phiếu (21%) song chỉ đạt số ghế nhiều thứ tư (10).
| Đảng                                           | Phiếu      | %    | Ghế |
| ---------------------------------------------- | ---------- | ---- | --- |
| Liên minh Quốc gia vì Dân chủ                  | 7.930.841  | 79   | 392 |
| Đảng Đoàn kết Dân tộc                          | 3.312.122  | 1,1  | 10  |
| Liên minh các dân tộc Shan vì Dân chủ          | 220.835    | 4,6  | 23  |
| Đảng Dân chủ các Dân tộc Thống nhất            | 182.752    | 1,2  | 1   |
| Liên minh Dân chủ Rakhine                      | 157.255    | 1,0  | 11  |
| Mặt trận Dân chủ Dân tộc Mon                   | 135.874    | 0,9  | 5   |
| Đảng Dân chủ Quốc gia vì Nhân quyền            | 128.129    | 0,8  | 4   |
| Đảng Dân chủ                                   | 63.387     | 0,4  | 1   |
| Đảng Dân chủ Quốc gia                          | 61.791     | 0,4  | 3   |
| Liên minh Dân chủ Dân tộc Chin                 | 51.277     | 0,3  | 3   |
| Tổ chức Dân tộc Paoh Liên hiệp                 | 43.214     | 0,3  | 3   |
| Mặt trận Dân chủ Nhân dân Arkan                | 31.620     | 0,3  | 0   |
| Đảng Liên minh Dân chủ Danu Liên hiệp          | 23,145     | 0,1  | 1   |
| Liên minh Dân chủ Dân tộc Ta-ang               | 22,223     | 0,1  | 2   |
| Tổ chức Dân chủ Dân tộc Kayah Đoàn kết         | 16.580     | 0,1  | 2   |
| Đảng Phát triển Dân tộc Lahu                   | 15.794     | 0,1  | 1   |
| Đại hội Dân tộc bang Kachin vì Dân chủ         | 13.994     | 0,1  | 3   |
| Tổ chức Đoàn kết Dân tộc Mro (Khami)           | 12.578     | 0,1  | 1   |
| Đại hội Dân tộc Zomi                           | 12.372     | 0,1  | 2   |
| Liên minh các dân tộc bang Kaya vì Dân chủ     | 11,664     | 0,1  | 2   |
| Đảng Tiến bộ khu vực Vùng đồi Naga             | 10.612     | 0,1  | 2   |
| Liên minh Dân tộc Kaman vì Dân chủ             | 10.596     | 0,1  | 1   |
| Hiệp hội Sinh viên tốt nghiệp và cựu sinh viên | 10.508     | 0,1  | 1   |
| Liên minh các dân tộc Thống nhất vì Dân chủ    | 8.929      | 0,1  | 1   |
| Đảng Dân chủ Kokango bang Shan                 | 7.392      | 0,1  | 1   |
| Tổ chức Dân tộc bang Karen                     | 6.401      | 0    | 1   |
| Đảng Nhân dân Mara                             | 592.958    | 3,9  | 1   |
| Liên minh cựu Đồng chí Ái quốc                 | 592.958    | 3,9  | 1   |
| 61 đảng khác                                   | 592.958    | 3,9  | 0   |
| Ứng cử viên độc lập                            | 151.763    | 1,0  | 6   |
| Khuyết                                         | –          | –    | 7   |
| Phiếu không hợp lệ/trắng                       | 1,865,918  | 12.3 | –   |
| Tổng số đi bầu                                 | 15.112.524 | 100  | 492 |
| Cử tri đăng ký/Tỷ lệ đi bầu                    | 20.818.313 | 49,8 | –   |
| Nguồn: Nohlen et al.                           |            |      |     |

Ban đầu, chính phủ quân sự nói rằng họ sẽ tôn trọng kết quả bầu cử Hội đồng lập hiến, song sẽ không chuyển giao quyền lực cho đến khi soạn thảo một hiến pháp mới, là điều có thể mất đến hai năm. Tuy nhiên, sau đó chính phủ ngạc nhiên trước kết quả nên hủy bỏ nó và lưu đày nhiều chính trị gia đối lập, một số người thành lập nên Chính phủ Liên minh Quốc gia Liên bang Myanmar. Hai tháng sau bầu cử, Ủy ban Khôi phục Pháp luật và Trật tự ban hành Mệnh lệnh 1/90, giải thích tính hợp pháp của việc cầm quyền do được Liên Hợp Quốc và các quốc gia đơn lẻ công nhận, cũng như đảm bảo sẽ ngăn chặn Liên bang tan rã. Chính phủ yêu cầu toàn bộ các đảng công nhận và chấp nhận mệnh lệnh, và nhiều nhân vật đối lập bị bắt giữ do từ chối tuân thủ.